# Trigraf
Trigraf är tre bokstäver (grafem som tillsammans betecknar ett språkljud (fonem)). Exempel: stjärna, usch.
Trigrafer är vanliga i latinska alfabet, men är i övrigt tämligen ovanliga i alfabetens värld. I kyrilliska alfabet finns det dock totalt fem trigrafer, samt till och med en tetragraf (fyra grafem – ett språkljud) i det kabardinska alfabetet (кхъу, som uttalas /qʷ/).
Hangul, det koreanska alfabetet, har några vokaltrigrafer och en konsonanttrigraf.
Japansk kana har också några trigrafer.